# Ямато-е

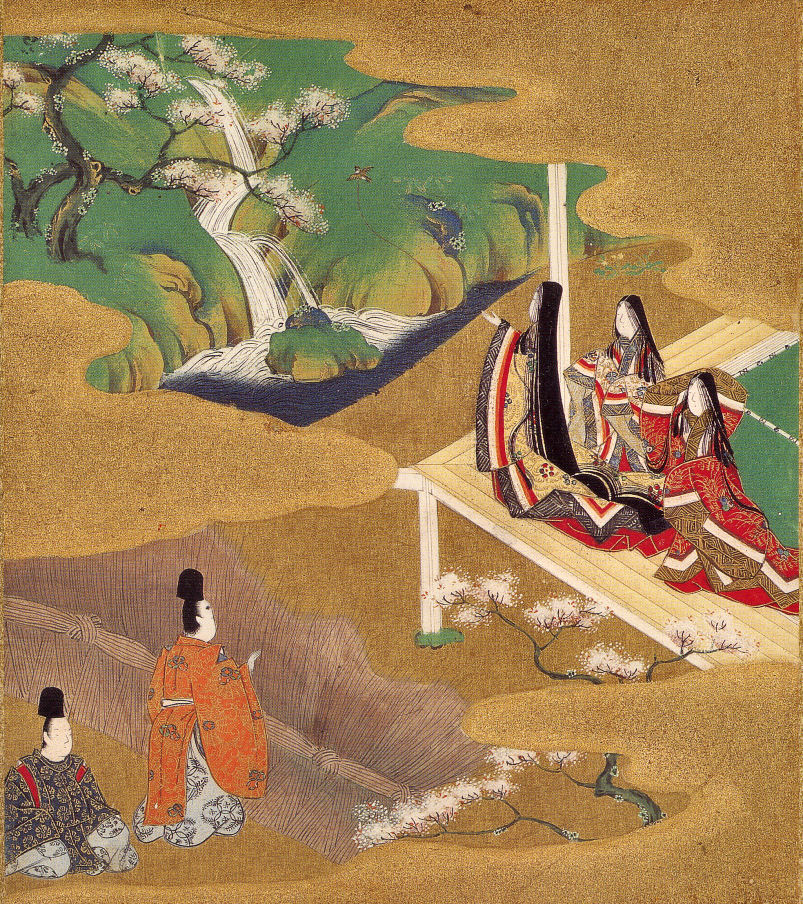
Ілюстрація в стилі «ямато-е» до твору «Повість про принца Ґендзі».

Ямато-е (яп. 大和絵, 倭絵, やまとえ, «яматоські картини») — стиль поліхромних картин в японському образотворчому мистецтві, основними темами якого є пейзажі та світські теми Японії. Започаткований у середині 10 століття. Протиставлявся монохромним китайським «картинам тушшю», так званим «ханським» або «танським картинам».
У 15 столітті, у зв'язку зі злетом художньої школи Тоса, митці якої працювали в «яматоському» стилі, словом «ямато-е» часто стали позначати цю школу, картини і стиль її художників.
Крім цього, слово ямато-е зрідка використовується як узагальнюючий термін для позначення усіх картин різних жанрів виконаних у традиційній японській техніці на противагу китайським або західним творам.
Картини в стилі ямато-е прикрашали хороми знаті і зали буддистських монастирів, твори японської літератури і книги в жанрі емакімоно.
Симбіоз поліхромного «яматоського» і монохромного «танського» стилю було досягнуто в роботах художників школи Кано.
Стиль ямато-е справив великий вплив на гравюри укійо-е 17 — 19 століття.